# هنري هيل (مهندس معماري)
هنري هيل (بالإنجليزية: Henry Hill)‏ هو مهندس معماري أمريكي، ولد في 1913، وتوفي في 1984.